# レイクトラウト
レイクトラウト(英語: Lake Trout、学名：Salvelinus namaycush)は、主に北アメリカ北部に分布する淡水性のイワナの一種である。英語では「mackinaw」、「lake char（またはcharr）」、「touladi」、「togue」、「grey trout」と呼ばれている。スペリオル湖では「siscowet」、「paperbellies」、「leans」としても知られている。レイクトラウトはゲームフィッシュ、そして食用として重んじられている。

## 概説
レイクトラウトはイワナの中で一番大きく、46.3 kg (102 lb)が記録されている。
レイクトラウトはヤツメウナギによる吸血被害、乱獲と汚染が資源をひどく減少させるまで水産資源として漁獲されていた。
体色は緑褐色を主体に銀色、茶褐色、黒色を呈するなど、非常にバラエティに富んでいる。背中は暗く、逆に腹部は明るい。背鰭、油鰭、尾鰭を含む体の大部分は淡色の斑点が覆っている。カワマスほど顕著ではないが、頭部と背部は虫食い状の斑紋がある。
レイクトラウトは冷たくて、酸素が豊富な水に依存している。イワナの仲間では4-10℃と最も低温を好む。彼らは湖において夏の2層化（水の循環において層が2つに分かれること）の段階の間は表層にいるが、しばしば水深20–60 mに棲んでいることもある。
レイクトラウトは、貧栄養型の水域に見られる成長の速度の遅い魚であり、成熟するのもまた遅い。個体数は乱獲に影響されやすい。多くの天然レイクトラウトは孵化場の複合効果でその個体数にひどくダメージを受けた。

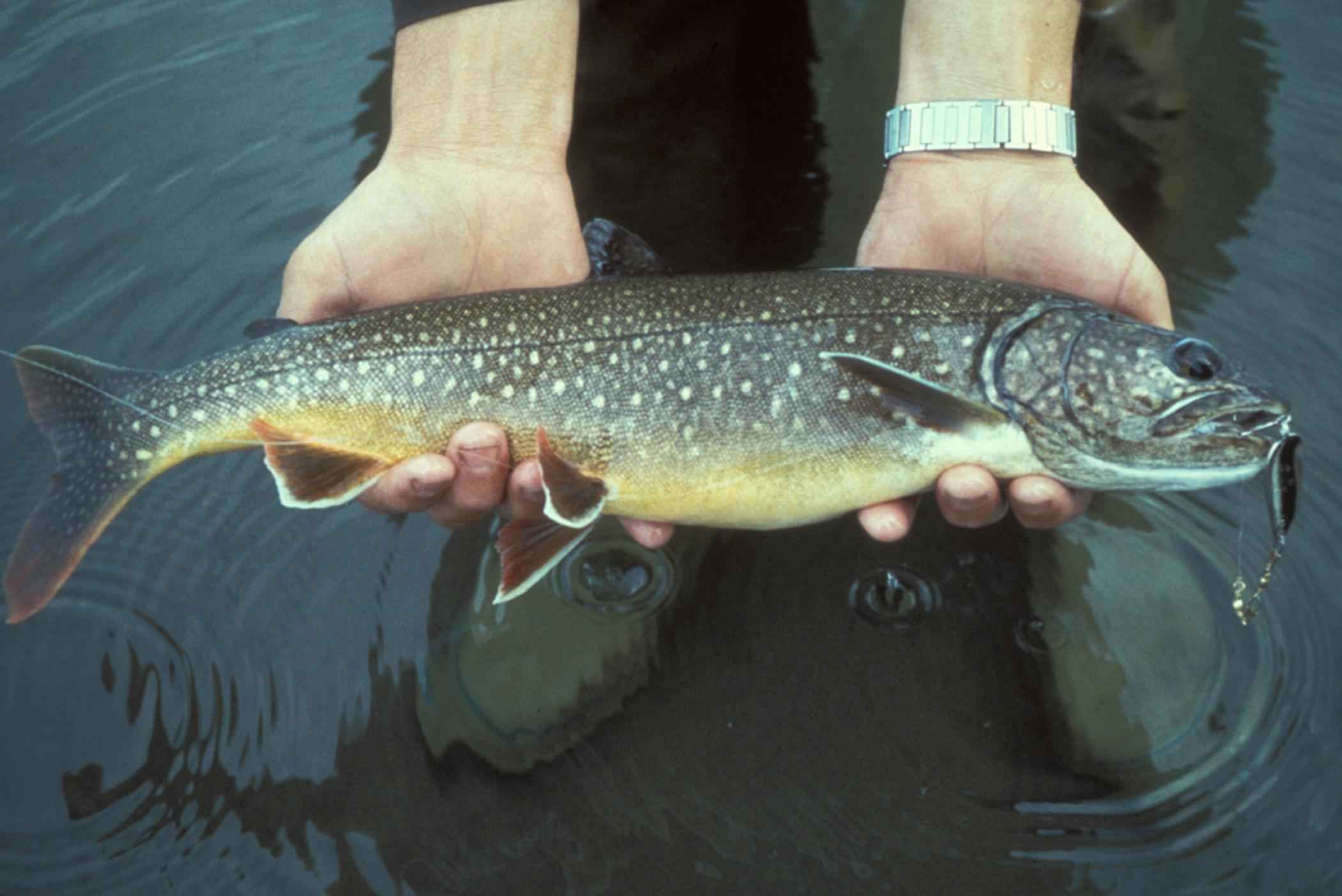
釣り人の手中にあるレイクトラウト

レイクトラウトには通常2つのタイプがある。ある湖では夏の2層化の間、表層に餌となる小魚がいない。これらの湖ではレイクトラウトはプランクトンを食糧とする。プランクトン食性のレイクトラウトは個体数が非常に多く、非常にゆっくり成長して、そして小型のまま成熟する。深層に餌となる小魚がいる湖では、レイクトラウトは魚食性になる。魚食性のレイクトラウトはずっと早く成長し、より大型のサイズで成熟するが、個体数は多くはない。豊かさの相違にもかかわらず、レイクトラウトの個体数がプランクトン食性か魚食性かに関わらず、レイクトラウトのバイオマス密度は同様の湖でかなり一致している。またレイクトラウトの名に似合わず、70センチ前後までの若い個体は、非常にしばしば川の深い淵に棲息していることがある。そういった場合、背中の虫食い様の模様から、ブラウントラウトと誤認されることが多い。
スペリオル湖では3つの明瞭に異なった表現型即ち「siscowet」、「paperbelly」、「lean」が知られ、持続している。異なったグループは遺伝子制御の下で少なくとも何らかのレベルに作用しており、単なる環境適応ではない。siscowetの数は深層の魚の一種シロマス亜科（サケ科）による捕食と乱獲による根絶の組み合わせにより、長い間に渡って大きく落ち込んでいる。siscowetは（特にleanと比較して）非常に大きく、太っていて、20世紀に大いに商業的興味を惹きつけた。siscowetのスペリオル湖における個体数は1970年以降跳ね返り、1億尾と見積もられた。
動物地理学的見地から見て、レイクトラウトは実に珍しい。彼らはアラスカを始めとする北アメリカ北部、またカナダ、アメリカ合衆国では北東部に棲息する。レイクトラウトは世界の多くの地域、主にヨーロッパ、南アメリカ、そしてアジアのいくつかの地域に導入された。レイクトラウトの棲むアメリカ大陸には イトウは存在せず、逆にレイクトラウトの棲まないヨーロッパ・ユーラシア大陸に イトウの棲息域が集中している点は、興味深い。
レイクトラウトは非常に稀にカワマスと交雑することが知られている。しかしそのようなハイブリッド種はほとんどが生殖不能である。スプレイクとして知られているハイブリッドは人工的に孵化場で伝播し、スポーツフィッシングを提供する機会のために湖に放流される。この他、カナダのセントローレンス湾周辺の個体は外見上はレイクトラウトとされるが、この地域ではすでに絶滅しているホッキョクイワナのミトコンドリアDNAを保有している。
種小名namaycushはアメリカ先住民族の内、恐らくアルゴンキン語族に属する言語の名前に由来する。（参照:オジブウェー語:namegos = レイクトラウト; namegoshens = ニジマス）

## 日本におけるレイクトラウト
日本では産業管理外来種に指定されている。
日本においては1966年（昭和41年）、カナダ・オペオンゴ湖から水産庁淡水区水産研究所日光支庁（現・増養殖研究所日光庁舎）に導入された。釣り人が日本で狙える場所は中禅寺湖のみである。陸からのキャスティングで狙えるのは早春と晩秋のみで、それ以外のシーズンは深いところにいるので、ボートに乗ってディープトローリングを行う。
中禅寺湖のレイクトラウトは福島第一原子力発電所事故による放射性物質汚染の影響で2012年以降持ち出しが一切禁止され、体内の汚染濃度が減衰したため2023年4月に全面解除される予定だった。しかし、2023年3月に山梨県の本栖湖でも個体が確認され、栃木県と山梨県では密放流が行われたとみており、栃木県内水面漁場管理委員会は密放流を防ぐためレイクトラウトの生きた状態での持ち出しを当面禁止することとした。